# The Girl Can't Help It
 The Girl Can't Help It és una pel·lícula estatunidenca dirigida per Frank Tashlin, estrenada el 1956.

## Argument
El mafiós Marty Murdock, que acaba de sortir de la presó, desitja fer de la seva futura dona, Jerri Jordan, una estrella del rock’n'roll. Per això contracta Tom Miller, un representant d'artistes acabat, antic empresari, alcohòlic, que acumula uns deutes de bar des que Julie London, la seva antiga vedette, l'ha deixat. Miller fa servir una estratègia amb Jerri, però s'adona de seguida té una veu que podria ser un problema i no aspira més que a ser una mestressa de casa modèlica.

## Repartiment
- Tom Ewell: Tom Miller
- Jayne Mansfield: Jerri Jordan
- Edmond O'Brien: Marty Murdock
- Julie London: Ella mateixa
- Barry Gordon: Barry
- Henry Jones: Mousie
- John Emery: Wheeler
- Juanita Moore: Hilda

## Banda sonora
La pel·lícula permet, al fons o en primer pla, nombroses aparicions de joves estrelles del rock and roll:
1. The Girl Can't Help It - Little Richard
2. Tempo's Tempo - Nino Tempo
3. My Idea Of Love - Johnny Olenn
4. I Ain't Gonna Cry No More - Johnny Olenn
5. Ready Teddy - Little Richard
6. She's Got It - Little Richard
7. Cool It Baby - Eddie Fontaine
8. Cinnamon Sinner - Teddy Randazzo and the Three Chuckles
9. Spread the Word - Abbey Lincoln
10. Cry Me a River - Julie London
11. Be-Bop-A-Lula - Gene Vincent and His Blue Caps
12. Twenty Flight Rock - Eddie Cochran
13. Rock Around The Rockpile - Ray Anthony Orchestra
14. Rocking Is Our Business - The Treniers
15. Blue Monday - Fats Domino
16. You'll Never, Never Know - The Platters
17. Every Time You Kiss Me - desconeguda, (amb Jayne Mansfield)

Les peces The Girl Can't Help It i Cry Me A River són composicions de Bobby Troup.